# Coris auricularis
Coris auricularis là một loài cá biển thuộc chi Coris trong họ Cá bàng chài. Loài này được mô tả lần đầu tiên vào năm 1839.

## Từ nguyên
Tính từ định danh của loài này trong tiếng Latinh có nghĩa là "thuộc về tai", hàm ý đề cập đến đốm xanh lam ở phía sau nắp mang của con đực.

## Phạm vi phân bố và môi trường sống
C. auricularis là một loài đặc hữu của Úc, được ghi nhận từ Exmouth, Tây Úc trải dài về phía nam đến Nam Úc, tập trung đông đúc nhất ở khu vực từ Geraldton đến Perth. C. auricularis sống gần các rạn san hô và thảm cỏ biển trên nền đáy cát ở độ sâu đến ít nhất là 45 m.

## Mô tả
C. auricularis có chiều dài cơ thể tối đa được ghi nhận là 40 cm. Cá đực màu đỏ thắm (trừ vùng cằm và ngực màu trắng kéo dài xuống bụng) với một dải trắng ở phía sau vây ngực, bên phải là một dải màu đỏ sẫm hơn thân. Một đốm màu xanh lam ở ngay góc nắp mang. Xung quanh gốc vây ngực là màu vàng. Cá cái có màu trắng đến màu hồng nhạt với một dải sọc đỏ nâu từ mõm băng ngang mắt ngược ra sau cơ thể và mờ dần. Cá con màu đen với mống mắt đỏ; một dải sọc trắng từ mõm kéo dài đến cuống đuôi, và một dải trắng khác dọc theo gốc vây lưng.
Số gai ở vây lưng: 9; Số tia vây ở vây lưng: 12; Số gai ở vây hậu môn: 3; Số tia vây ở vây hậu môn: 12; Số tia vây ở vây ngực: 14.

## Sinh thái học
Thức ăn của C. auricularis là các loài giáp xác nhỏ. Cá con và cá cái có hành vi dọn ký sinh bám trên cơ thể các loài cá lớn hơn. C. auricularis là một loài lưỡng tính tiền nữ (cá cái có thể chuyển đổi giới tính thành cá đực). Mùa sinh sản của loài này diễn ra từ khoảng cuối mùa hè đến hết mùa thu. Tuổi thọ tối đa được ghi nhận ở loài này là 12 năm tuổi.
C. auricularis được đánh bắt một cách ngẫu nhiên bởi những tay câu cá giải trí, và cũng được đánh bắt trong ngành buôn bán cá cảnh.